# SAP MTV
SAP MTV foi um programa de televisão diário da MTV Brasil. Começou a ser apresentado no dia 19 de janeiro de 2009, e fez parte da programação do Verão MTV, mas se tornou um programa fixo na grade da programação MTV. O programa era temático e a VJ Luisa Micheletti apresenta clipes com legendas no idioma em que é cantado ou a tradução do mesmo. Todos os dias existia um tema de música diferente, e era reprisado na semana aos sábados e domingos. Sua última exibição foi em 18 de dezembro de 2009 e não voltou mais a grade da emissora.